# Euxoa divergens
Euxoa divergens är en fjärilsart som beskrevs av Walker 1857. Euxoa divergens ingår i släktet Euxoa och familjen nattflyn. Inga underarter finns listade i Catalogue of Life.